# Mark Cox (Tennisspieler)
Mark Cox (* 5. Juli 1943 in London) ist ein ehemaliger britischer Tennisspieler, der in den 1960er bis 1980er Jahren Profi- und Amateurtennis spielte. Im Oktober 1977 erreichte er als Nummer 13 der Tennisweltrangliste seine höchste Platzierung in dieser.

## Leben
Mark Cox besuchte die Wyggeston Grammar School in Leicester und die Millfield School in Somerset. An der University of Cambridge (Downing College) erwarb er einen Bachelor-Abschluss in Wirtschaftswissenschaften.
Während seiner letzten aktiven Jahre als Tennisspieler und nach seinem Rücktritt arbeitete Cox als Trainer sowie als Fernsehkommentator für die BBC. Zudem ist er Schirmherr der Wohltätigkeitsorganisation CRY (Cardiac Risk in the Young) und Botschafter der Win Tennis Academy in Bisham.
Heute lebt er mit seiner Frau Susie in London.

## Tenniskarriere
Bereits an der University of Cambridge war Mark Cox Mitglied des Cambridge University Lawn Tennis Club. Sein erstes Turnier bestritt er am 3. November 1958 beim Torquay Indoor.
Cox ist als erster Amateurspieler, der einen Profi geschlagen hat, in die Tennisgeschichte eingegangen. Im Mai 1968 schlug er bei den britischen Hartplatzmeisterschaften in Bournemouth in zweieinhalb Stunden und fünf Sätzen den US-Amerikaner Pancho Gonzales. In seinem ersten Grand-Slam-Match bei den US Open 1970, besiegte er die zukünftige Nummer eins der Welt, den US-Amerikaner Jimmy Connors. Dazu erzielte er große Überraschungssiege über den an Nummer eins gesetzten Australier Rod Laver bei den Australian Open 1971 und den an Nummer zwei gesetzten Australier Ken Rosewall bei den US Open 1972.
Während seiner Karriere gewann er insgesamt 21 Einzeltitel und 3 Doppeltitel und erreichte das Viertelfinale der U.S. National Championships 1966, der Australian Championships 1967 sowie der Australian Open 1971.
Cox spielte auch für die britische Davis-Cup-Mannschaft und erreichte mit dieser 1978 das Finale gegen die Vereinigten Staaten. Zwischen 1967 und 1979 bestritt er 16 Begegnungen im Davis Cup und gewann dabei 15 seiner 21 Einzel- sowie 8 seiner 14 Doppelpartien.
1981 beendete er seine aktive Laufbahn. Nach seinem letzten Titel im Jahr 1977 dauerte es 17 Jahre, bis wieder ein britischer Spieler einen Top-Level-Tour-Titel gewann (Jeremy Bates in Seoul 1994). Bis heute ist er mit seinem Sieg in Eastbourne 1973 der letzte in England geborene männliche Tennisspieler, der ein hochrangiges britisches Rasenturnier gewonnen hat.

## Erfolge
Nachfolgend werden die Erfolge bei Grand-Slam-Turnieren und seit Beginn der Open Era aufgeführt.
| Legende                |
| Saisonendveranstaltung |
| Grand Slam             |
| Open-Era-Turniere (17) |

| Titel nach Belag |
| Hartplatz (3)    |
| Rasen (1)        |
| Sand (2)         |
| Teppich (11)     |

### Einzel

#### Turniersiege
| Nr. | Jahr              | Turnier     | Belag         | Gegner            | Ergebnis                |
| --- | ----------------- | ----------- | ------------- | ----------------- | ----------------------- |
| 1.  | 1. April 1968     | San Juan    | Hartplatz     | Allen Fox         | 6:2, 6:1, 4:6, 2:6, 6:2 |
| 2.  | 7. April 1969     | Charlotte   | Sand          | Jan Kodeš         | 13:11, 6:2              |
| 3.  | 13. November 1969 | London      | Teppich (i)   | Bob Hewitt        | 4:6, 9:7, 6:2           |
| 4.  | 27. April 1970    | Bournemouth | Sand          | Bob Hewitt        | 6:1, 6:2, 6:3           |
| 5.  | 26. März 1972     | Macon       | Teppich (i)   | Roy Emerson       | 6:3, 6:7, 6:3           |
| 6.  | 7. August 1972    | Cleveland   | Teppich       | Ray Ruffels       | 6:3, 4:6, 4:6, 6:3, 6:4 |
| 7.  | 23. April 1973    | Denver      | Teppich (i)   | Arthur Ashe       | 6:1, 6:1                |
| 8.  | 18. Juni 1973     | Eastbourne  | Rasen         | Patrice Dominguez | 6:2, 2:6, 6:3           |
| 9.  | 9. Juli 1973      | Dublin      | Hartplatz     | John Yuill        | 7:5, 3:6, 11:9          |
| 10. | 3. März 1975      | London      | Teppich (i)   | Brian Fairlie     | 6:1, 7:5                |
| 11. | 10. März 1975     | Washington  | Teppich (i)   | Dick Stockton     | 6:2, 7:65               |
| 12. | 24. März 1975     | Atlanta     | Teppich (i)   | John Alexander    | 6:3, 7:63               |
| 13. | 8. November 1976  | Stockholm   | Hartplatz (i) | Manuel Orantes    | 4:6, 7:5, 7:6           |
| 14. | 14. März 1977     | Helsinki    | Teppich (i)   | Kjell Johansson   | 6:3, 6:3                |

#### Finalteilnahmen
| Nr. | Jahr               | Turnier      | Belag         | Gegner         | Ergebnis                |
| --- | ------------------ | ------------ | ------------- | -------------- | ----------------------- |
| 1.  | 21. November 1968  | London       | Hartplatz (i) | Stan Smith     | 4:6, 4:6                |
| 2.  | 3. Februar 1969    | Buffalo      | Hartplatz (i) | Clark Graebner | 6:2, 7:9, 6:8           |
| 3.  | 17. Februar 1969   | Macon        | Teppich (i)   | Manuel Orantes | 8:10, 5:7, 6:4, 8:10    |
| 4.  | 24. Februar 1969   | Curaçao      | Hartplatz     | Cliff Richey   | 4:6, 3:6, 3:6           |
| 5.  | 3. März 1969       | Caracas      | Hartplatz     | Thomaz Koch    | 6:8, 3:6, 6:2, 4:6      |
| 6.  | 24. September 1971 | Midland      | Hartplatz     | Nikola Pilić   | 6:7, 6:7, 3:6           |
| 7.  | 24. Juli 1972      | Louisville   | Sand          | Arthur Ashe    | 4:6, 4:6                |
| 8.  | 18. Januar 1973    | London (1)   | Teppich (i)   | Brian Fairlie  | 6:2, 2:6, 2:6, 6:7      |
| 9.  | 11. Februar 1974   | Bologna      | Teppich (i)   | Arthur Ashe    | 4:6, 5:7                |
| 10. | 18. Februar 1973   | London (2)   | Teppich (i)   | Björn Borg     | 7:64, 6:76, 4:6         |
| 11. | 13. Juni 1977      | Queen’s Club | Rasen         | Raúl Ramírez   | 7:9, 5:7                |
| 12. | 11. Juli 1977      | Cincinnati   | Sand          | Harold Solomon | 2:6, 3:6                |
| 13. | 10. März 1980      | Stuttgart    | Hartplatz (i) | Tomáš Šmíd     | 1:6, 3:6, 7:5, 6:1, 4:6 |

### Doppel

#### Turniersiege
| Nr. | Datum             | Turnier | Belag       | Partner         | Finalgegner                     | Ergebnis      |
| --- | ----------------- | ------- | ----------- | --------------- | ------------------------------- | ------------- |
| 1.  | 25. Februar 1973  | Köln    | Teppich (i) | Graham Stilwell | Tom Okker Marty Riessen         | 7:6, 6:3      |
| 2.  | 12. November 1973 | London  | Teppich     | Owen Davidson   | Gerald Battrick Graham Stilwell | 6:4, 8:6      |
| 3.  | 30. Oktober 1977  | Basel   | Teppich     | Buster Mottram  | John Feaver John James          | 7:5, 6:4, 6:3 |

#### Finalteilnahmen
| Nr. | Datum            | Turnier            | Belag       | Partner         | Finalgegner                   | Ergebnis              |
| --- | ---------------- | ------------------ | ----------- | --------------- | ----------------------------- | --------------------- |
| 1.  | 17. Februar 1973 | Kopenhagen         | Teppich (i) | Graham Stilwell | Tom Gorman Erik van Dillen    | 4:6, 4:6              |
| 2.  | 22. April 1974   | Denver             | Teppich (i) | Jun Kamiwazumi  | Arthur Ashe Roscoe Tanner     | 3:6, 6:7              |
| 3.  | 2. März 1975     | San Antonio        | Teppich (i) | Cliff Drysdale  | John Alexander Phil Dent      | 6:72, 6:4, 4:6        |
| 4.  | 23. März 1975    | Memphis            | Teppich (i) | Cliff Drysdale  | Dick Stockton Erik van Dillen | 6:1, 5:7, 4:6         |
| 5.  | 30. März 1975    | Atlanta            | Teppich (i) | Cliff Drysdale  | Anand Amritraj Vijay Amritraj | 3:6, 2:6              |
| 6.  | 4. Mai 1975      | WCT Doubles Finals | Teppich (i) | Cliff Drysdale  | Brian Gottfried Raúl Ramírez  | 6:76, 7:65, 2:6, 6:76 |
| 7.  | 21. März 1976    | Washington         | Teppich (i) | Cliff Drysdale  | Eddie Dibbs Harold Solomon    | 4:6, 5:7              |
| 8.  | 28. März 1977    | London             | Teppich     | Eddie Dibbs     | Ilie Năstase Adriano Panatta  | 6:75, 7:63, 3:6       |